# Giovanni Battista Guidotti

Giovanni Battista Guidotti (rechts) mit Tazio Nuvolari nach dem Sieg bei der Mille Miglia 1930

Giovanni Battista Guidotti (* 30. Januar 1902 in Bellagio; † 2. Juli 1994 in Mailand) war ein italienischer Autorennfahrer und Automobilmanager.

## Karriere als Rennfahrer und Teamchef
Giovanni Battista Guidotti war in den 1920er-Jahren als Mechaniker bei Alfa Romeo tätig. Als Testfahrer der Alfa-Romeo-Rennwagen war der 1928 erstmals Beifahrer eines Werksfahrers bei der Mille Miglia. Mit Attilio Marinoni wurde er auf einem Alfa Romeo 6C 1500 Sport Gesamtvierter. 1930 war er Beifahrer von Tazio Nuvolari bei dessen ersten Gesamtsieg beim 1000-Meilen-Rennen.
1932 war er als Fahrer beim 24-Stunden-Rennen von Le Mans am Start. Sein Teamkollege war Franco Cortese, mit dem er auf einem Alfa Romeo 8C 2300LM hinter Raymond Sommer und Luigi Chinetti (die ebenfalls einen Alfa Romeo 8C 2300LM fuhren) Gesamtzweiter wurde. 1937 war er ein weiteres Mal in Le Mans; diesmal als Partner von Raymond Sommer. Nach einer deutlichen Führung von Sommer in der Anfangsphase des Rennens fiel der eingesetzte Alfa Romeo 8C 2900A Spider nach elf Runden wegen eines Motorschadens aus.
Nach dem Zweiten Weltkrieg wurde er Teammanager bei Alfa Romeo und führte das Team zu den Fahrertiteln bei den Automobil-Weltmeisterschaften 1950 (Giuseppe Farina) und 1951 (Juan Manuel Fangio). Gelegentlich war er auch noch als Fahrer aktiv. 1947 wurde er zusammen mit Carlo Felice Trossi auf einem Alfa Romeo 158 hinter Jean-Pierre Wimille und Achille Varzi Dritter beim Großen Preis von Belgien.

## Statistik

### Le-Mans-Ergebnisse
| Jahr | Team                  | Fahrzeug                   | Teamkollege    | Platzierung | Ausfallgrund |
| ---- | --------------------- | -------------------------- | -------------- | ----------- | ------------ |
| 1932 | Soc. Anon. Alfa Romeo | Alfa Romeo 8C 2300 LM      | Franco Cortese | Rang 2      |              |
| 1937 | Raymond Sommer        | Alfa Romeo 8C 2900A Spider | Raymond Sommer | Ausfall     | Motorschaden |